# Charles Townes
Charles Hard Townes (Greenville, 28 juli 1915 – Berkeley, 27 januari 2015) was een Amerikaanse natuurkundige, onder meer bekend door zijn rol in de uitvinding en ontwikkeling van de maser en laser.

## Biografie
Townes werd geboren in een baptistengezin als zoon van Henry Keith Townes, advocaat, en Ellen Hard. Townes behaalde een bachelor (B.A.) in moderne talen en studeerde summa cum laude af in de natuurkunde aan de Furman Universiteit in Greenville, toen hij 19 jaar oud was. In 1937 behaalde een mastergraad (A.M.) in de natuurkunde aan het Duke University in North Carolina. In 1939 behaalde een doctoraat (Ph.D.) in de natuurkunde aan het Instituut voor Technologie in Californië.
Na de oorlog werd hij hoogleraar in de natuurkunde aan de Columbia-universiteit, waar Arthur Schawlow zijn assistent werd. Door hun krachtenbundeling boekten ze een enorme vooruitgang op het vlak van de microgolfspectroscopie, waarbij ze in de jaren vijftig ook masers en lasers ontwikkelden. Hij huwde in 1941 met Frances H. Brown en kreeg later vier dochters. Hij woonde in Berkeley, Californië.

## Werk
Tijdens de Tweede Wereldoorlog werkte Townes bij Bell Labs in Murray Hill aan radarsystemen en deed zo uitgebreid ervaring op met microgolftechnieken. Na de oorlog zette hij bij de Columbia-universiteit zijn onderzoek naar spectroscopie met microgolven voort. Daarvoor had hij een bron nodig die intense stralingspulsen zuiver kon produceren. In 1951 kreeg hij de eerste ideeën om microgolven op te wekken met behulp van gestimuleerde emissie door populatie-inversie – een mogelijkheid die al in 1917 door Albert Einstein was aangegeven. Met overheidssteun van 30.000 dollar slaagde hij erin om in 1954 een ammoniakmasers te fabriceren met een golflengte van 1,25 cm (24 GHz).
In 1958 publiceerde Townes met zijn zwager Schawlow in Physical Review een theoretisch artikel over de mogelijkheid van een "optische maser" die werkt bij golflengtes van zichtbaar licht. In het artikel stelden ze voor om actief medium alkalidamp te gebruiken in plaats van ammoniak. Hoewel Townes en Schawlow in maart 1960 een octrooi verkregen op de laser was het de jonge elektrotechnisch ingenieur Theodore Maiman die – geïnspireerd op hun artikel – op 16 mei 1960 de eerste werkende laser demonstreerde. Als actief medium gebruikte hij geen gasvormige stof maar een synthetisch vervaardigd robijnstaafje – een materiaal waarvan Schawlow had voorspeld dat het zeker niet ging werken.
In 1961 werd Townes benoemd tot provost en professor natuurkunde aan het Massachusetts Institute of Technology (MIT) en in 1967 professor aan de universiteit van Californië te Berkeley, een positie die hij behield tot 1986. Vanaf eind jaren zestig legde hij zich vooral toe op astronomie en het toepassen van masers en lasers in dit veld. Dat leidde onder meer tot de ontdekking van complexe organische moleculen in de ruimte en het zwarte gat in het centrum van de Melkweg.
Naast meer dan 125 wetenschappelijke artikelen is hij tevens auteur van het boek "Microwave Spectroscopy" (1955, met Schawlow) en twee memoires, "Making Waves" (1995) en "How the Laser Happened: Adventures of a Scientist" (2002).

## Erkenning
De waardering voor zijn wetenschappelijke werk blijkt vooral uit de vele prijzen die in hij in de loop der jaren verzamelde. Townes kreeg in 1964, met nog twee wetenschappers van het Lebedev Instituut in Moskou, die onafhankelijk van de Amerikaan een theoretische basis rond de maser hadden ontwikkeldde, de Nobelprijs voor de Natuurkunde wegens zijn bijdrage tot de ontwikkeling van de laser. In 1967 ontving hij de IEEE Medal of Honor. President Ronald Reagan onderscheidde hem in 1982 met de National Medal of Science. In 1990 werd hij Officier in het Legioen van Eer in Frankrijk en hij ontving tevens de Niels Bohr International Gold Medal. In 2000 ontving hij de Gouden Lomonosov-medaille van de Russische Academie van Wetenschappen. Daarnaast behaalde hij nog eens meer dan honderd andere prijzen en onderscheidingen, waaronder eredoctoraten aan 25 universiteiten. In 2005 werd hij de 35ste winnaar van de Templetonprijs voor vooruitgang in de godsdienst.